# Alton F.C.
Câu lạc bộ bóng đá Alton là một câu lạc bộ bóng đá có trụ sở tại Alton, Hampshire, Anh. Được thành lập bởi sự hợp nhất của Alton Town và Bass vào năm 1991, đội hiện là thành viên của  và thi đấu tại Anstey Park.

## Lịch sử

### Alton Town
Câu lạc bộ bóng đá Alton Town được thành lập vào năm 1947. Đội tham gia Division Two của Hampshire League và vô địch giải đấu vào năm 1948-49, dẫn đến việc thăng hạng lên Division One. Mùa giải 1950-51 chứng kiến họ kết thúc với tư cách á quân ở Division One. Mặc dù bị xuống hạng vào cuối mùa giải 1953-54, nhưng câu lạc bộ đã vô địch Division Two vào mùa giải tiếp theo, ngay lập tức được thăng hạng trở lại Division One. Đội là á quân Division One mùa giải 1956-57 và vô địch giải đấu mùa giải 1957-58.
Alton lại là Á quân Division One trong mùa giải 1962-63. Trong mùa giải 1972-73 câu lạc bộ lần đầu tiên lọt vào vòng Một Cúp FA, thua 5-1 trước đội Fourth Division Newport County. Vào cuối mùa giải, họ rời Hampshire League để gia nhập Division Two của Athenian League. Sau khi vô địch Division Two ở lần thử đầu tiên, đội đã được thăng hạng lên Division One. Giải đấu được rút xuống thành một hạng đấu duy nhất vào năm 1977, và sau khi xếp cuối bảng vào mùa giải 1980-81, câu lạc bộ chuyển sang Combined Counties League, được xếp vào Western Division. Đội là Á quân của Western Division trong mùa giải 1981-82 và mùa giải sau đó, giải đấu trở lại thành một hạng đấu duy nhất.
Sau khi xếp thứ hai từ dưới lên của Combined Counties League mùa giải 1983-84, Alton rớt xuống Division Three của Hampshire League. Đội bóng đứng cuối bảng trong hai mùa giải tiếp theo, nhưng sau khi giải bị giải tán vào năm 1986, họ đã được chuyển lên Division Two. Đội tiếp tục giành được danh hiệu Division Two vào năm 1986-87 và được thăng hạng lên Division One. Mùa giải 1989-90, đội là á quân Division One.

#### Từng mùa giải
| Mùa giải | Hạng đấu                                  | Thứ hạng | Sự kiện chính                  |
| -------- | ----------------------------------------- | -------- | ------------------------------ |
| 1948-49  | Hampshire League Division Two             | 1/14     | Vô địch, thăng hạng            |
| 1949-50  | Hampshire League Division One             | 5/14     |                                |
| 1950-51  | Hampshire League Division One             | 2/14     |                                |
| 1951-52  | Hampshire League Division One             | 4/14     |                                |
| 1952-53  | Hampshire League Division One             | 6/14     |                                |
| 1953-54  | Hampshire League Division One             | 13/14    | Xuống hạng                     |
| 1954-55  | Hampshire League Division Two             | 1/14     | Vô địch, thăng hạng            |
| 1955-56  | Hampshire League Division One             | 7/14     |                                |
| 1956-57  | Hampshire League Division One             | 2/14     |                                |
| 1957-58  | Hampshire League Division One             | 1/14     | Vô địch                        |
| 1958-59  | Hampshire League Division One             | 7/14     |                                |
| 1959-60  | Hampshire League Division One             | 10/14    |                                |
| 1960-61  | Hampshire League Division One             | 6/16     |                                |
| 1961-62  | Hampshire League Division One             | 4/16     |                                |
| 1962-63  | Hampshire League Division One             | 2/16     |                                |
| 1963-64  | Hampshire League Division One             | 4/16     |                                |
| 1964-65  | Hampshire League Division One             | 7/16     |                                |
| 1965-66  | Hampshire League Division One             | 12/16    |                                |
| 1966-67  | Hampshire League Division One             | 13/16    |                                |
| 1967-68  | Hampshire League Division One             | 7/16     |                                |
| 1968-69  | Hampshire League Division One             | 4/16     |                                |
| 1969-70  | Hampshire League Division One             | 3/16     |                                |
| 1970-71  | Hampshire League Division One             | 8/16     |                                |
| 1971-72  | Hampshire League Division One             | 4/16     |                                |
| 1972-73  | Hampshire League Division One             | 3/16     |                                |
| 1973-74  | Athenian League Division Two              | 1/16     | Vô địch, thăng hạng            |
| 1974-75  | Athenian League Division One              | 6/18     |                                |
| 1975-76  | Athenian League Division One              | 7/16     |                                |
| 1976-77  | Athenian League Division One              | 7/18     | Giải đấu giảm còn một hạng đấu |
| 1977-78  | Athenian League                           | 7/18     |                                |
| 1978-79  | Athenian League                           | 10/19    |                                |
| 1979-80  | Athenian League                           | 19/20    |                                |
| 1980-81  | Athenian League                           | 20/20    |                                |
| 1981-82  | Combined Counties League Western Division | 2/11     |                                |
| 1982-83  | Combined Counties League                  | 11/18    |                                |
| 1983-84  | Combined Counties League                  | 16/17    |                                |
| 1984-85  | Hampshire League Division Three           | 18/18    |                                |
| 1985-86  | Hampshire League Division Three           | 18/18    |                                |
| 1986-87  | Hampshire League Division Two             | 1/17     | Vô địch, thăng hạng            |
| 1987-88  | Hampshire League Division One             | 6/18     |                                |
| 1988-89  | Hampshire League Division One             | 5/17     |                                |
| 1989-90  | Hampshire League Division One             | 2/18     |                                |
| 1990-91  | Hampshire League Division One             | 14/18    |                                |

### Câu lạc bộ hợp nhất
Năm 1991, Alton Town hợp nhất với câu lạc bộ Bass Alton thuộc đội Hampshire League Division One. Câu lạc bộ mới ban đầu được gọi là Alton Town Bass, trước khi trở thành Bass Alton Town vào mùa giải tiếp theo. Vào năm 1998, đội được đổi tên thành Alton Town, và vô địch Division One trong mùa giải 1998-99. Division One được đổi tên thành Premier Division vào cuối mùa giải và Alton vô địch Premier Division vào mùa giải 2001-02, giành quyền thăng hạng lên giải Wessex League. Khi giải đấu có thêm hạng đấu thứ hai hai vào năm 2004, họ được xếp vào Division One, được đổi tên thành Premier Division vào năm 2006.
Alton được chuyển đến Premier Division của Combined Counties League năm 2013, nhưng đã kết thúc ở khu vực xuống hạng trong mùa giải đầu tiên tại giải đấu này, dẫn đến việc xuống hạng đến Division One. Vào năm 2015, đội được chuyển trở lại Wessex League, tái gia nhập Division One. Đội đổi tên thành Câu lạc bộ bóng đá Alton năm 2016.

#### Từng mùa giải
| Mùa giải | Hạng đấu                                  | Thứ hạng | Sự kiện chính                           |
| -------- | ----------------------------------------- | -------- | --------------------------------------- |
| 1991-92  | Hampshire League Division One             | 7/18     |                                         |
| 1992-93  | Hampshire League Division One             | 10/17    |                                         |
| 1993-94  | Hampshire League Division One             | 5/20     |                                         |
| 1994-95  | Hampshire League Division One             | 4/20     |                                         |
| 1995-96  | Hampshire League Division One             | 14/20    |                                         |
| 1996-97  | Hampshire League Division One             | 18/21    |                                         |
| 1997-98  | Hampshire League Division One             | 10/20    |                                         |
| 1998-99  | Hampshire League Division One             | 1/19     | Vô địch; Division One renamed           |
| 1999-00  | Hampshire League Premier Division         | 20/22    |                                         |
| 2000-01  | Hampshire League Premier Division         | 7/21     |                                         |
| 2001-02  | Hampshire League Premier Division         | 1/21     | Vô địch, thăng hạng                     |
| 2002-03  | Wessex League                             | 17/22    |                                         |
| 2003-04  | Wessex League                             | 18/22    |                                         |
| 2004-05  | Wessex League Division One                | 19/22    |                                         |
| 2005-06  | Wessex League Division One                | 20/22    |                                         |
| 2006-07  | Wessex League Premier Division            | 17/20    |                                         |
| 2007-08  | Wessex League Premier Division            | 14/23    |                                         |
| 2008-09  | Wessex League Premier Division            | 19/22    |                                         |
| 2009-10  | Wessex League Premier Division            | 18/22    |                                         |
| 2010-11  | Wessex League Premier Division            | 13/22    |                                         |
| 2011-12  | Wessex League Premier Division            | 10/22    |                                         |
| 2012-13  | Wessex League Premier Division            | 18/21    | Transferred to Combined Counties League |
| 2013-14  | Combined Counties League Premier Division | 21/22    | Xuống hạng                              |
| 2014-15  | Combined Counties League Division One     | 13/16    | Transferred to Wessex League            |
| 2015-16  | Wessex League Division One                | 7/18     |                                         |
| 2016-17  | Wessex League Division One                | 12/21    |                                         |
| 2017-18  | Wessex League Division One                | 8/18     |                                         |
| 2018-19  | Wessex League Division One                | 13/19    |                                         |

## Sân vận động
Câu lạc bộ chơi tại Anstey Park, đó là sân nhà của câu lạc bộ Alton Town ban đầu.  Câu lạc bộ sáp nhập đã chơi tại Bass Ground trước khi chuyển đến Anstey Park vào năm 2015 vì chủ sở hữu của nó, Coors Brewers, đã tìm cách sử dụng địa điểm này để tái phát triển. Coors đã tài trợ cho việc tân trang lại sân Anstey Road, bao gồm khán đài mới (thay thế khán đài cũ hơn), đèn pha mới và sân cỏ nhân tạo. Một khán đài có mái che mới đã được mở vào năm 2017, thay thế một quầy đã bị dỡ bỏ trong quá trình tái phát triển.

## Danh hiệu
- Athenian League
  - Vô địch Division One 1973-74
- Hampshire League
  - Vô địch 1957-58, 1998-99, 2001-02
  - Vô địch Division Two 1948-49, 1954-55, 1986-87
- Hampshire Senior Cup
  - Vô địch 1957-88, 1968-69, 1971-72, 1977-78[2]

## Kỉ lục
- Thành tích tốt nhất tại Cúp FA: Vòng Một, 1972-73[5]
- Thành tích tốt nhất tại FA Amateur Cup: Tứ kết, 1962-63[5]
- Thành tích tốt nhất tại FA Trophy: Vòng loại thứ hai, 1976-77[5]
- Thành tích tốt nhất tại FA Vase: Vòng Ba, 1978-79[5]